# 西薩·米蘭
西薩·米蘭（1969年8月27日—），本名西薩·米蘭·法斐拉（西班牙語：César Millán Favela），生於墨西哥錫那羅亞州库利亚坎，移民美國，成為美國公民，為自學出身的犬隻訓練師，亦是一位作家，擔任電視節目《報告狗班長》主持人，此節目從2004年至2012年在全球逾80個國家播映，廣為人知。在此之前，西薩致力於導正犬隻行為，尤其是具攻擊性的狗；並於2002年在南洛杉磯創立犬隻心理中心（Dog Psychology Center），至2008年中止，於2009年搬移之後重新恢復運作。
西薩所寫的前三本書，全數進入紐約時報暢銷書榜之中，總計已在美國銷售兩百萬冊，並同步發行於全球十四個國家。在2009年，西薩開始發行雙月刊Cesar's way，聚焦狗狗的訓練及相處的訣竅。西薩還與前妻伊露西亞·米蘭（Ilusión Millan）共同成立西薩及伊露西亞基金會（ Cesar and Ilusión Millan Foundation）－現已更名為西薩基金會（Millan Foundation）。他也與耶魯大學合作開設與狗狗相關的兒童課程。

## 生平
西薩出生於墨西哥錫那羅亞州庫利亞坎，父親是費利佩·米蘭·吉恩（ Felipe Millán Guillen）、母親瑪麗亞·德雷莎·法維拉·德·米蘭（María Teresa Favela de Millán），自幼成長於祖父的農場中，與各種動物一同相處生活。由於他能與狗狗們無拘無束的相處，因此被叫做el Perrero（狗神童）。之後舉家搬遷至馬薩特蘭，而正是在當地、在他13歲時，一日在前往柔道比賽的路上，西薩在一座大雕像前向母親宣誓－有朝一日他要成為世界上最棒的訓犬師。
在西薩21歲時，他為了追求更好的生活，冒險穿越美墨邊境，偷渡至美國。他首先在一家狗狗美容店內工作，面對到一些具侵略性的狗，也曾擔任潔達·蘋姬·史密斯的司機，在此期間，她曾贊助西薩學習一年的英文。西薩正式開始犬隻訓練事業後，曾創辦太平洋犬類訓練學院（Pacific Point Canine Academy），後在南洛杉磯創立了犬隻心理中心。
西薩在西元2000年時取得美國的永久居留權，並在2009年時成為美國公民，目前居住於加州聖塔克拉利塔。

## 家庭
於1994年與伊露西亞·威爾森·米蘭（ Ilusión Wilson Millan）結婚，育有兩子：安德烈（Andre，b. 1995）及卡爾文（Calvin，b. 2001）。
2010年6月，西薩宣布離婚，妻子伊露西亞取得兩個兒子的監護權。根據離婚協議，西薩付出了一次性支付共40萬美元、每個月2.3萬美元的贍養費，再加上每個月1萬美元的撫養費。由於西薩的狗老爹（Daddy）於2010年2月去世、加上前妻在2010年3月簽署離婚協議，不堪極大壓力的西薩於2010年5月自殺未遂。

## 報告狗班長
在2002年，經過《洛杉磯時報》的報導之後，西薩開始與MPH娛樂公司（MPH Entertainment, Inc）合作，推出《報告狗班長》（Dog Whisperer或Dog Whisperer with Cesar Millan），乃一真人實境秀節目，帶領觀眾瞭解西薩矯正狗狗的過程。此節目在2004年9月13日於國家地理頻道首映，之後移至國家地理野生頻道播映。自第一季節目開播後，一躍成為國家地理頻道收視第一的節目，並同時在全球逾80國播映。這個節目於2012年秋天結束，而又於2013年1月推出另一系列由西薩主持的節目－《狗班長選狗窩》（Cesar Millan's Leader of the Pack）。
報告狗班長的主要內容，是帶領觀眾瞭解西薩如何運用他對於犬隻訓練的觀點：
1. 一隻健康、心理健全的狗狗需要一個能夠'領導狗群'的主人，他強調需要經過運動、規範、建立感情的順序，[7]來建立主人的領導地位，否則狗狗會認為自己是領袖。
2. 主人應散發正面的能量，而避免負面的能量，主人與狗狗的溝通應該建立在能量的傳達，而非言語的傳遞。

西薩在節目中向飼主展示他如何與狗狗相處，並建立領導地位。此節目著重於紀錄西薩矯正狗狗的過程，而非訓練狗狗的準則，並在每一集的節目之中強調：未經諮詢不要嘗試節目所示範的技巧。
西薩的書Cesar's way與第二季節目同時發行，一舉躍上暢銷書榜。西薩也為各界人士提供諮詢協助，包括名人歐普拉·溫芙蕾、尼可拉斯·凱吉、威爾·史密斯和馮·迪索。

## 雜誌Cesar's way
在2009年，西薩於美國、加拿大地區發行雜誌〈Cesar's way〉。雜誌的內容包括訓練狗狗的方法、與狗狗相處的小秘訣，還有一些關於名人寵物、狗狗用品的報導等。2012年春天，南非版雜誌發行。

## 觀點
西薩認為，主人應該要以平靜果斷的能量來面對狗狗。他教導主人瞭解犬隻的天性及需求、並認識到狗屬於群居動物、從而幫助飼主建立平靜果斷的領導者地位，藉此改善、矯正狗狗的行為。
西薩將滿足狗狗的主要需求作為第一要務：依序為運動、規範、建立感情。換言之，主人的責任就是要給予狗狗足夠的運動量、建立明瞭的規範限制、並在適當的時機傳達感情。西薩非常鼓勵主人們向寵物傳達自己的關愛，但要注意的是時機：應該在狗狗保持平靜果斷時表達感情，而非在狗狗懼怕、焦慮、躲避、興奮時——當情緒會失控的時候。西薩說，主人們很常犯的錯誤，就是給予過多的情感關懷，而忽略了應有的紀律，還有狗狗們所需要的運動。
西薩強調，遛狗非常的重要，不僅提供狗狗們充足的運動量，還有助於提升狗狗與主人間的聯結——讓狗狗認知主人的領袖地位。他也鼓勵飼主觀察寵物們經由姿勢、動作、臉部表情所表達的細微線索，以減少脫序行為的發生或是加劇。西薩也讓主人們瞭解到，主人的態度、內心情緒、肢體動作對於狗狗們有深刻的影響，因此主人對狗狗應該傳達強勢的肢體語言（例如：抬頭挺胸）並散發平靜果斷的能量。
西薩也提出，主人與狗狗建立關係的三個階段：
- 第一同時也是最重要的一點，以對待狗的方式來與狗狗相處，而不是與人共處的方式。
- 第二，因應其品種而以不同的方式相處。例如：犬師混羅威拿犬——注意其所需運動量及其本能行為。[21]
- 第三，讓牠成為獨一無二、專屬於你的狗。例如：取名貝拉。

西薩以特殊聲音（例如：他的噓/庛聲），而非語言（特別是狗的名字）糾正狗狗的行為而聞名。他鼓勵飼主運用自己獨特且對狗狗有效的聲音來訓練牠們。
西薩說明，當遇到一隻新的狗狗時，應該要避免眼神接觸、說話、以及碰觸牠們，而是應該讓狗狗以牠們的方式與你互動。依序為運動、規範、建立感情。

## 老爹
老爹是美國比特鬥牛犬，原名為洛杉磯老爹，暱稱老爹（Daddy），為歌手紅人（Redman）所領養。1995年，老爹四個月大時，因紅人須巡迴演出，委請西薩照顧訓練，後因紅人走紅，外務暴增，無暇照顧，老爹長期留在西薩狗群中，在電視節目報告狗班長幫助西薩矯正許多狗狗的行為。老爹以牠平靜果斷的個性、對於小狗的耐心、感同身受的能力而被西薩看重。2007年，西薩正式領養老爹。
在老爹去世於2010年2月之前（16歲），2008年，西薩讓老爹挑選了另一隻美國比特鬥牛幼犬阿弟（Daddy Junior，暱稱Junior）做為老爹的徒弟，與牠一同見習，並學習牠平靜果斷的個性。

## 慈善事業
在2007年，西薩及伊露西亞·米蘭成立了西薩與伊露西亞米蘭基金會（Cesar and Ilusión Millan Foundation）－一個關注資助被遺棄或是被虐待犬隻的援救、輔導、安置處之非營利組織。"兩人也一起成立了收養者亮點計畫（Shelter Stars program）以提供收養犬隻飼主所需的教育、知識。之後基金會重新命名為米蘭基金會（Millan Foundation）。
西薩同時也支持了其他的計畫：
- K-9 Connection－援助高風險青少年[26]
- Pups on Parole－為更生人所建立的計畫[27]
- Pets911 project[28]－藉由提供公共服務來改變社會，以期將來能為所有動物建立一個充滿關懷呵護、永久溫暖的生活環境（effect social change in this country by providing a free public service that will one day ensure an environment where all animals are valued companions and have lifetime, loving homes）[29]
- It Gets Better計畫－援助高風險LGBT少年 [30]

西薩捐出他2006年巡迴講座的部分收益，給主辦的救難團體。

## 媒體報導及客串演出
西薩曾經兩度作客歐普拉·溫芙蕾秀（The Oprah Winfrey Show），也曾登上美國哥倫比亞電視台（CBS-TV，2001年）、ABC世界新聞（ABC World News Tonight，2002年）、KTLA-TV（2002年）、早安美國（Good Morning America，2004年9月）、Entertainment Insider（2004年12月）、Good Day L.A.（2005年2月）、杰·雷諾今夜秀（The Tonight Show with Jay Leno，2005年2月）、Channel 7 News（2005年5月）、有線電視新聞網（CNN，2006年4月）、瑪莎·史都華秀（Martha Stewart Show，2006年4月）、今日秀（Today Show，2006年4月）、 WUSA-TV 9 News（2006年4月）、夜線（Nightline，2006年7月）、The View（2006年7月）、2006黃金時段艾美獎創意藝術獎（Creative Arts Emmys 2006，2006年8月）、Last Call with Carson Daly（2006年11月）、梅根·莫拉莉秀（Megan Mullally Show，2006年11月）、艾美獎獲獎節目：第四季卡西真人秀（Kathy Griffin: My Life on the D-List）。
西薩在第二季《靈感應》（Ghost Whisperer）第18集鬼孩子（Children of Ghost）客串演出他自己。該集中，梅琳逹（Melinda，由珍妮佛·樂芙·休伊飾演）向西薩尋求建議，該如何幫助劇中的幽靈狗荷馬（Homer） 跨越光明。
由喜劇中心製作，於2006年5月3日播出的動畫《南方四賤客》（South Park）——主題Tsst，以西薩為主角。
西薩在2008年9月17日所播映的影集《識骨尋蹤》（Bones）鳥巢中的手指（The Finger in the Nest）》飾演自己，幫助劇中主角鑑定鬥狗場地的真實性。西薩亦在2008年12月30日首映的電影《無敵當家6：我家也有貝多芬》（Beethoven's Big Break）、2010年4月23日上映的電影《備胎女王》（The Back-up Plan）之中，飾演自己。
西薩參與實境電視影集《誰是接班人》（The Apprentice）第十季第三集、2011年4月27日的電視智力競賽節目《危險邊緣》（Jeopardy!）。

## 法律訴訟
2006年，西薩最初的公關：瑪卡達·史密斯（Makeda Smith）、福斯特·柯德（Foster Corder），對西薩提出侵害版權、違反合約、違反保密條款的訴訟。同樣也在2006年，佛洛伊德·蘇亞雷斯（Floyd Suarez）對西薩提告，原因是他的狗在犬隻心理中心的跑步機受傷。

## 爭議批評
由於西薩對於犬隻訓練的技巧，來自於自幼與動物相處所得到的啟發，他並非動物心理學科班出身，亦沒有受過犬隻訓練的相關課程，因此他的矯正方式受到許多專業人士的詬病。不同於現今主流的正向訓練方式：以食物、撫摸等獎勵式訓練為基礎，正面強化狗狗的學習；西薩的方式是成為狗狗的領導者，以強勢使牠們服從、達到目的，所以西薩的方式被許多人視為「傳統、過時、野蠻」的作法，更有人製作西薩在節目中打狗、被狗咬的精華片段加以諷刺。
2006年2月，美國《紐約時報》一則報導《來吧狗狗，順應這節目》（C'mon, Pooch, Get With the Program），文章引述美國塔夫茨大學康明斯獸醫學院動物行為診療中心主任尼可拉斯·杜德曼（Nicholas Dodman）博士言論：「我的同事覺得這是一齣鬧劇，並已寫信致國家地理頻道，告訴他們『他們使得犬隻訓練倒退二十年』。」
2006年，馬克·德爾（Mark Derr）於《紐約時報》社論對頁版報導《一堆謊言》（Pack of Lies）中批評西薩對於「簡化之犬類社會結構」的依賴。馬克指出，西薩「對於性別的歧視非常可笑；他的訓練方式過時落伍。」、「完全藐視了專家－無論是受過專業訓練、認證的獸醫或是動物行為學家－都曾經學習過正常與不正常犬隻的行為模式。」
2006年，前美國寵物犬訓練師協會主席派特·米勒（Pat Miller）就西薩新書《Cesar's way》發表書評：「......閱讀此書的危險，在於它讓讀者相信，這位具有難以捉摸『平靜果斷』能量的男人，可以提供快速有效的訓練、簡單容易的答案......」。
2006年，舊金山防止虐待動物協會訓犬師學院（ San Francisco SPCA Academy for Dog Trainers）主持人珍·唐納生（Jean Donaldson），批評西薩以肢體
對抗處理攻擊性的狗，並使用窒息式勒頸來訓練感到害怕的狗。美國人道協會（American Humane Association）發表這篇評論，以呼籲國家地理頻道停播《報告狗班長》。
2009年11月，西薩邀請美國人道協會參觀節目《報告狗班長》拍攝現場，根據西薩的說法：‘他們改變了對於之前“殘忍”的看法。’該協會於2010年2月發表聲明：‘儘管過去“存在著顯著的意見分歧”以及一些爭議多時的衝突，但是還是有大多數的觀點與西薩相同。’美國人道協會也於同月（2009年11月）邀請西薩參與一場探討人性化訓犬的座談會，‘以討論相關議題’。
2010年，西薩出版了第5本書《Cesar's rule》，書中的部分章節，包含了對於一些權威動物訓練專家的採訪，包括伊恩·唐拔（Ian Dunbar）、巴布·貝里（Bob Bailey）、馬克·哈登（Mark Harden）等人。書中介紹了他們所主張的正向訓練法，也表示西薩開始融合自己的理念以及學院派的理論。伊恩博士於部落格寫道：「......顯然任何西薩的書都能成為暢銷寵兒......我們認為何不運用這個機會推廣正向訓練法呢？......雖然我極不認同他的方法，但是透過與他合作，對於狗狗們有很大的益處......」。
2011年7月，國家地理頻道將《報告狗班長》引進台灣前夕，遭到台灣知名動物行為專家戴更基醫師、響片訓練師黃薇菁等多位訓練師連署反對。
2014年，德國新規定，在電視節目出現的馴犬師需要先通過檢定。西薩在翻譯陪同下參與德國檢定考試，成績不及格，未獲得證書，因此無法在德國演出。

## 發行書目及DVD

### 書籍
- Cesar's Way: The Natural, Everyday Guide to Understanding and Correcting Common Dog Problems。紐約：Three Rivers Press，2007年3月。ISBN 978-0-307-33797-9
- Be the Pack Leader: Use Cesar's Way to Transform Your Dog . . . and Your Life。紐約：Three Rivers Press，2007年3月。ISBN 978-0-307-38167-5
- A Member of the Family: Cesar Millan's Guide to a Lifetime of Fulfillment with Your Dog。紐約：Three Rivers Press，2008年3月。ISBN 978-0-307-40891-4
- How to Raise the Perfect Dog: Through Puppyhood and Beyond。紐約：Three Rivers Press，2009年。ISBN 978-0-307-46129-2
- Cesar's Rules: Your Way to Train a Well-Behaved Dog。紐約：Crown Archetype，2010年。ISBN 978-0-307-71686-6
- Cesar Millan's Short Guide to a Happy Dog: 98 Essential Tips and Techniques。華府：國家地理學會，2013年。ISBN 978-1-4262-1190-4

### DVD
- Cesar Millan's Mastering Leadership Series Volume 1：People Training for Dogs。2005年。
- Cesar Millan's Mastering Leadership Series Volume 2：Becoming a Pack Leader。2006年。
- Cesar Millan's Mastering Leadership Series Volume 3：Your New Dog: First Day and Beyond。2007年。
- Cesar Millan's Mastering Leadership Series Volume 4：Sit and Stay the Cesar Way。2008年。
- Cesar Millan's Mastering Leadership Series Volume 5：Common Canine Misbehaviors。2009年。
- Cesar Millan's Mastering Leadership Series Volume 6：Raising the Perfect Puppy。2010年。
- Dog Whisperer with Cesar Millan－The Complete 1th Season。2006年。
- Dog Whisperer with Cesar Millan－The Complete 2nd Season。2007年。
- Dog Whisperer with Cesar Millan－The Complete 3rd Season。2008年。
- Dog Whisperer with Cesar Millan－The Complete 4th Season，Volume 1。2010年。
- Dog Whisperer with Cesar Millan－The Complete 4th Season，Volume 2。2010年。
- Dog Whisperer with Cesar Millan－The Complete 5th Season。2011年。

## 獲獎
- 2005年，美國人道學會（The Humane Society of the United States）創世紀獎（Genesis Awards）委員會頒發西薩特別獎，表揚他對於動物矯正的貢獻。
- 2006、2007、2009年，《報告狗班長》提名艾美獎（Emmy Awards）最佳真人節目（Outstanding Reality Program）。
- 2007年，西薩獲頒麥可·蘭登電視啟發青年模範獎（Michael Landon Award for Inspiration to Youth Through Television）。[45]
- 2007年，西薩及他的妻子伊露西亞獲頒國際專業訓犬師協會（International Association of Canine Professionals，IACP）榮譽會員。[46]
- 2008年，《報告狗班長》榮獲第二十三屆年度形象大獎（23rd Annual Imagen Awards）最佳綜藝及實境節目（Best Variety or Reality Show）。
- 2008年，有鑑於西薩對於洛杉磯的貢獻，西薩·米蘭獲得頭銜‘洛杉磯之光（Treasure of Los Angeles）’。[47]
- 2010年，西薩的電視影集：《報告狗班長》榮獲全美民選獎（People's Choice Award）最受歡迎動物節目（Favorite Animal Show）。[48]

## 外部連結
- 西薩·米蘭官方網站 （页面存档备份，存于）
- 米蘭基金會 （页面存档备份，存于）
- 國家地理頻道：報告狗班長
- 百度百科：狗語者
- Coming Back to the Pack, Devin Gordon, October 9, 2007
- Whispering to Rottweilers, and to C.E.O.’s , Amy Wallace, October 10, 2009 （页面存档备份，存于）
- Cesar Millan talks about UK tour, BBC, 27 November 2009 （页面存档备份，存于）
- "The Dog Whisperer Should Just Shut Up" 君子雜誌
- The Dog Whisperer is really the People Whisperer, CBS, October 3, 2010 （页面存档备份，存于）
- 西薩·米蘭在互联网电影资料库（IMDb）上的資料（英文）